# Walters Art Museum
Walters Art Gallery (tidigare namn Walkers Art Gallery, kallas vanligen The Walters) är ett konstmuseum i Mount Vernon i Baltimore i Maryland. 
Museets konst härrör framför allt från affärsmännen William Thompson Walters (1820–1894) och hans son Henry Walters (1848–1931) samlingar. Den senare testamenterade sin samling som då omfattade 22 000 föremål till staden Baltimore "for the benefit of the public". Tre år efter hans död, 1934, öppnades museet som då kallades Walters Art Gallery. Museet bytte namn till sitt nuvarande namn år 2000 får att markera sin institutionella storlek. Idag (2021) äger museet 36 000 konstföremål.

## Samlingen
Alfabetisk lista över ett urval målningar i samlingen
Walters Art Museums samling sträcker sig över sju årtusenden och innehåller föremål från hela världen. Där finns antika föremål från Mesopotamien, Egypten, Grekland (bland annat skulpturer) och Romerska riket (sarkofager). Museet äger också föremål från förcolumbianska amerikanska kulturer och islamisk medeltidskonst, kinesisk keramik, europeiska illuminerade handskrifter och Art déco-smycken. Europeiskt måleri är rikligt representerat från renässansen fram till 1800-talet. I museets samling finns verk av den italienske målaren Antonio Rotta inklusive målningen "Det hopplösa fallet".

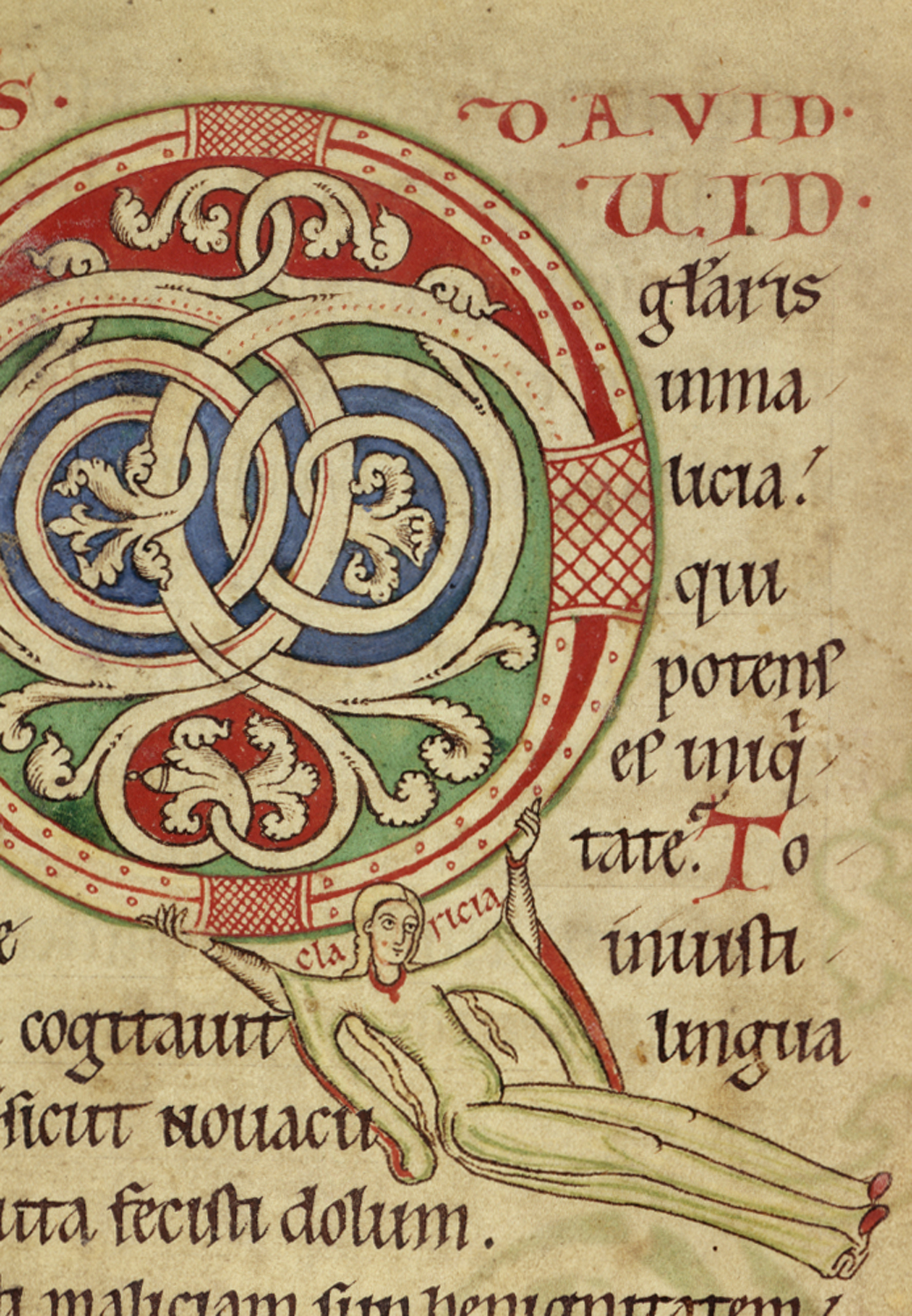
Claricia, bönbok från 1100-talet.
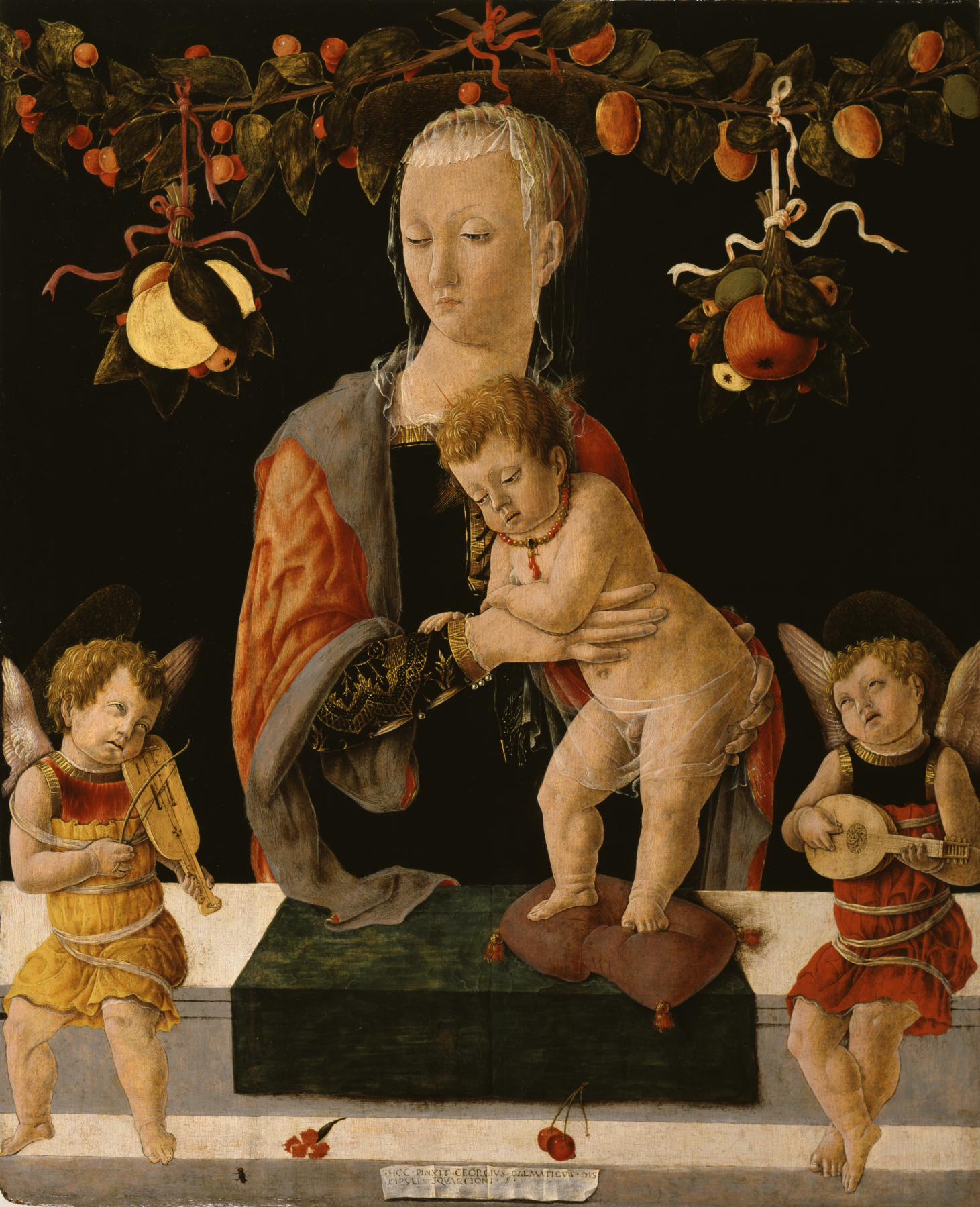
Giorgio Schiavone, Madonna och Jesusbarnet (cirka 1460).
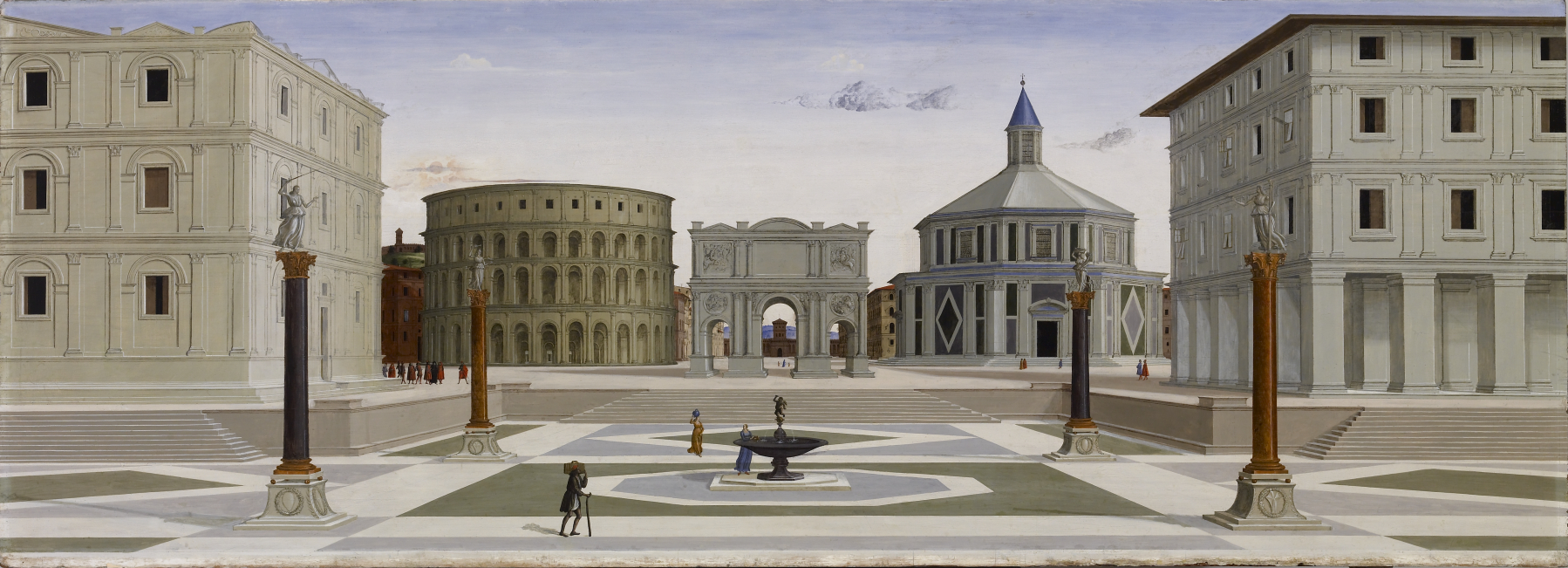
mästare i Florens, Idealstaden (cirka 1484).
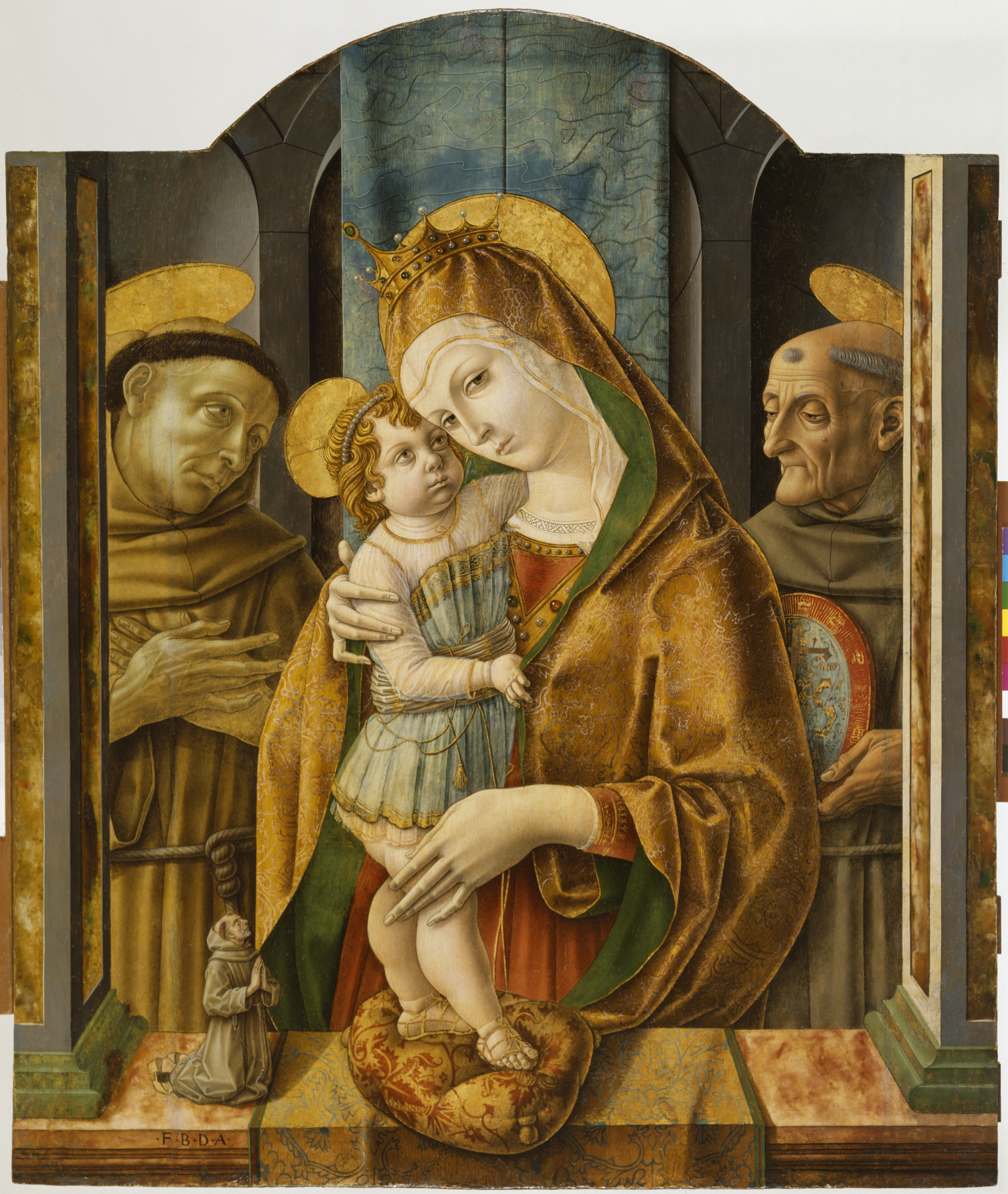
Carlo Crivelli, Madonna och Jesusbarnet med helgon och donator (cirka 1490).
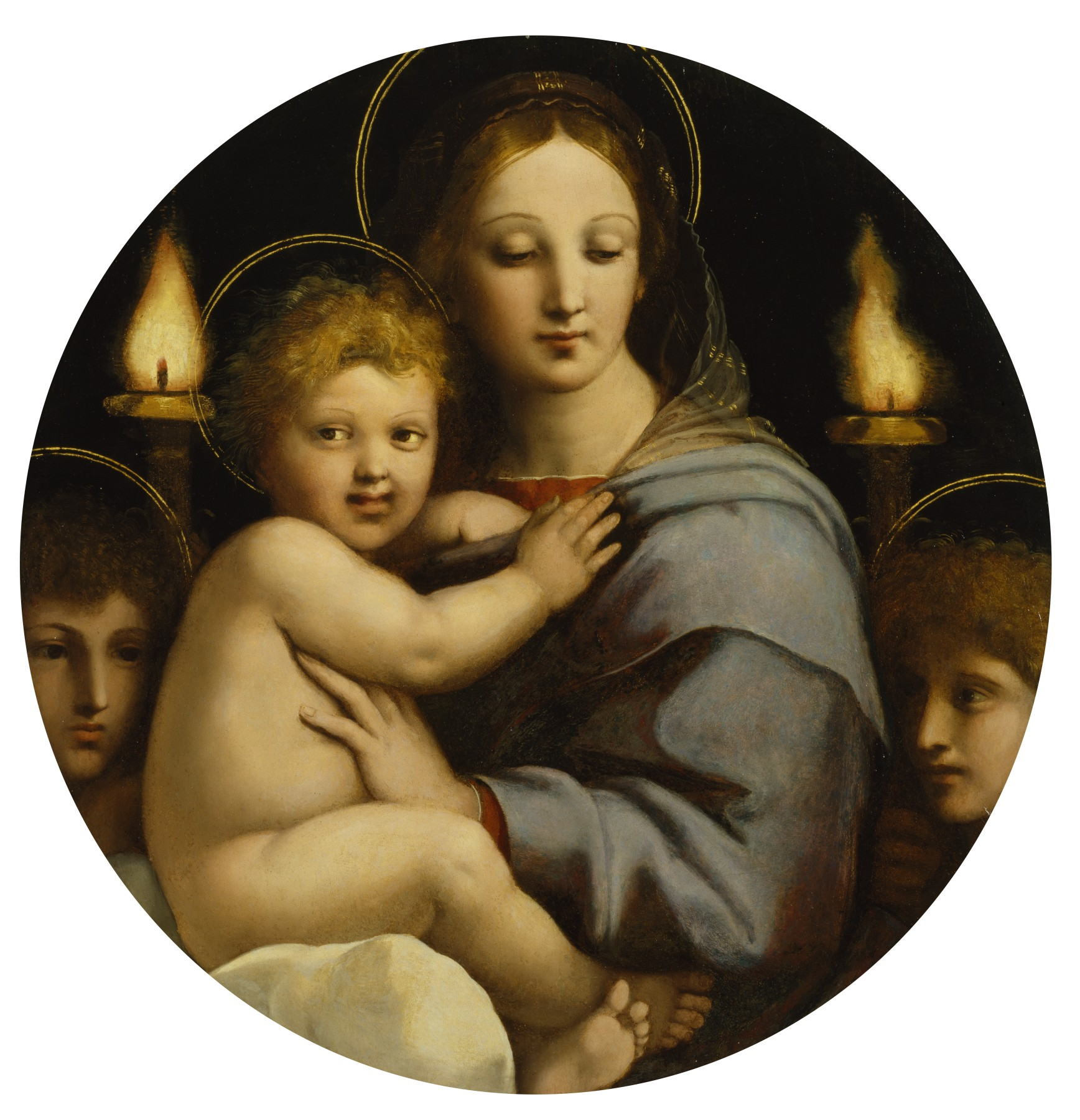
Rafael och hans verksatd, Madonna med kandelabrar (cirka 1514).
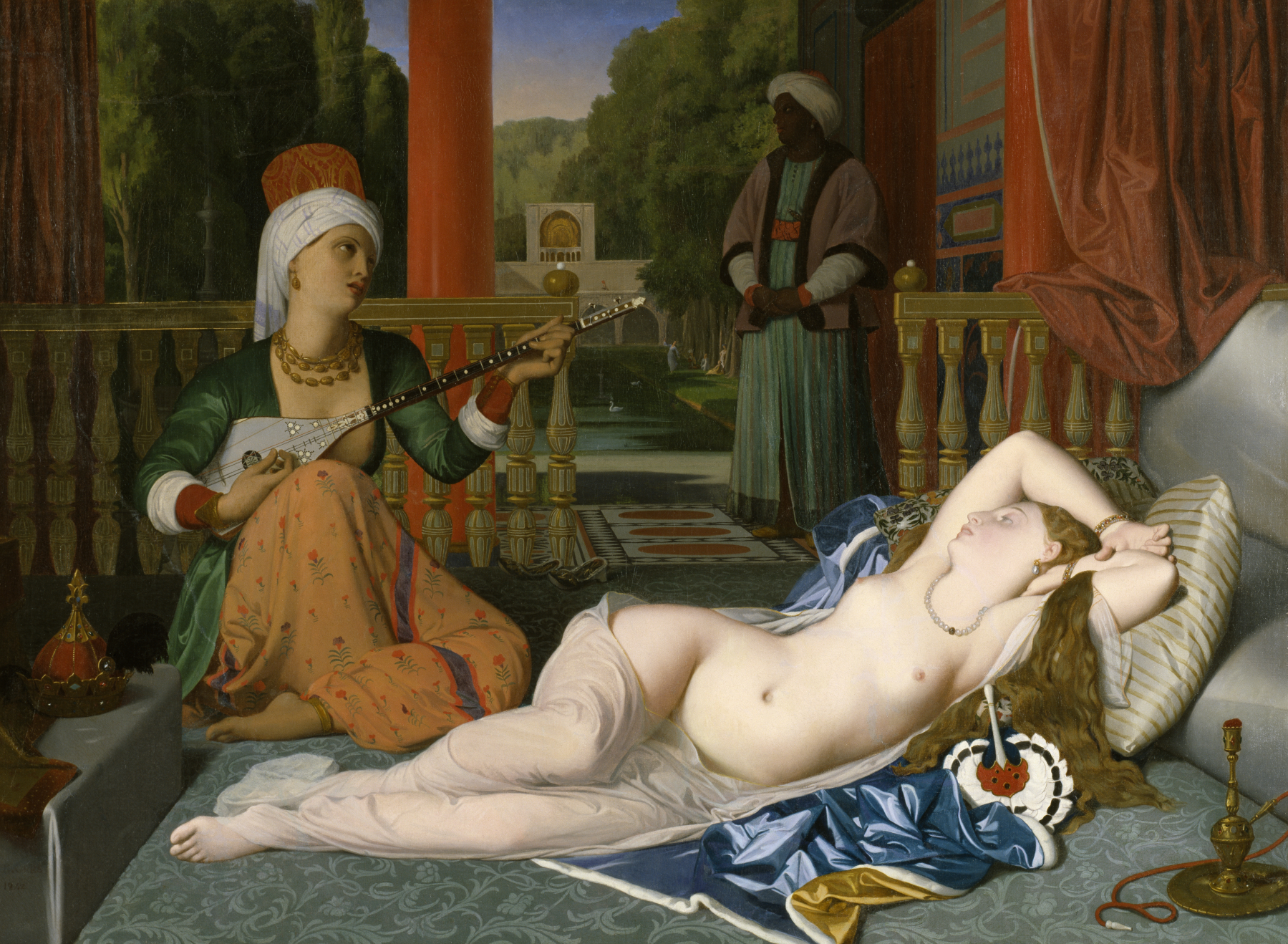
Jean-Auguste-Dominique Ingres och Jean-Paul Flandrins Odalisk med slav från 1842.
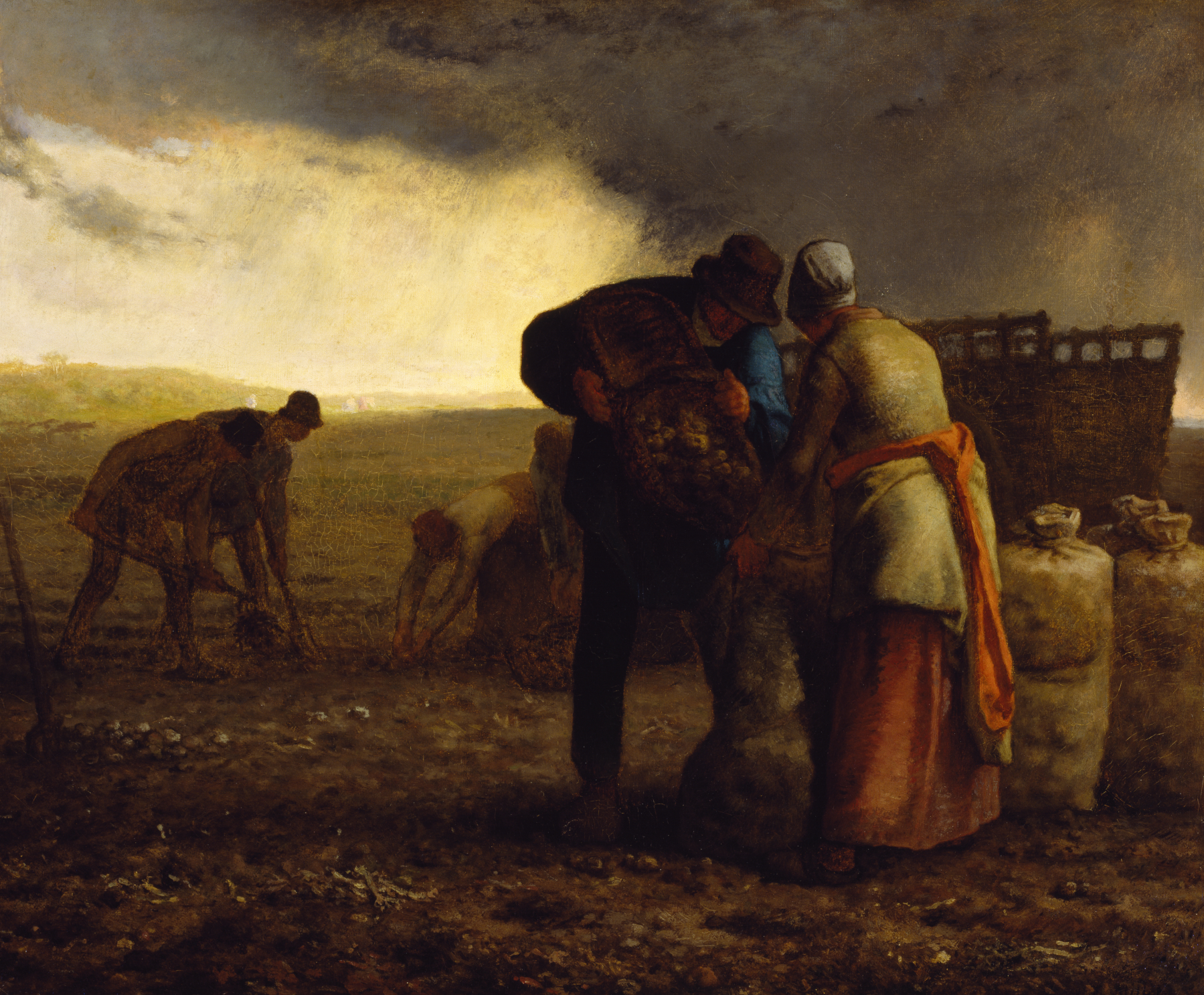
Jean-François Millet, Potatisskörden (1855).
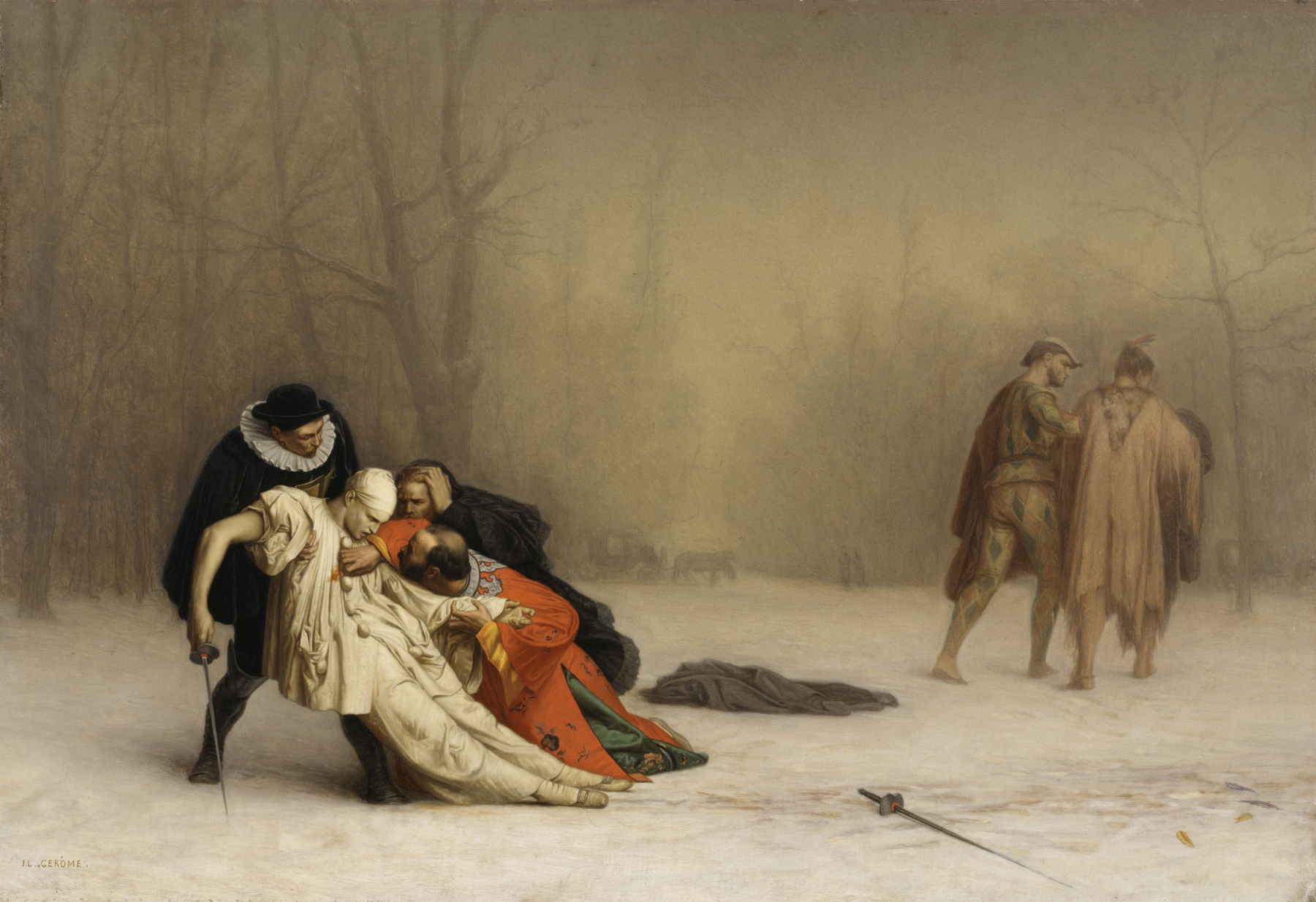
Jean-Léon Gérôme, Duell efter maskeradbalen (1857–1859).
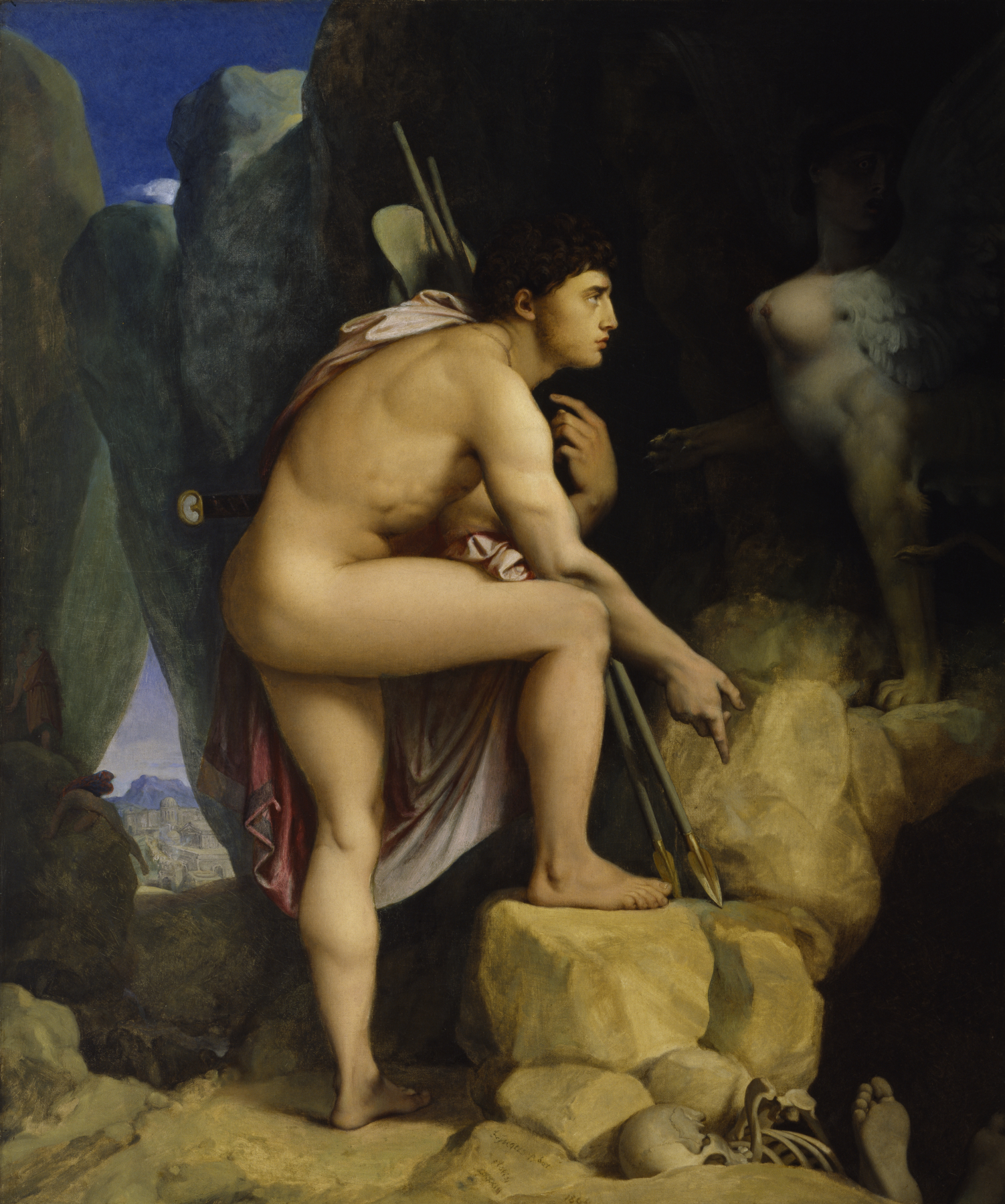
Jean-Auguste-Dominique Ingres, Oidipus och sfinxen (1864).
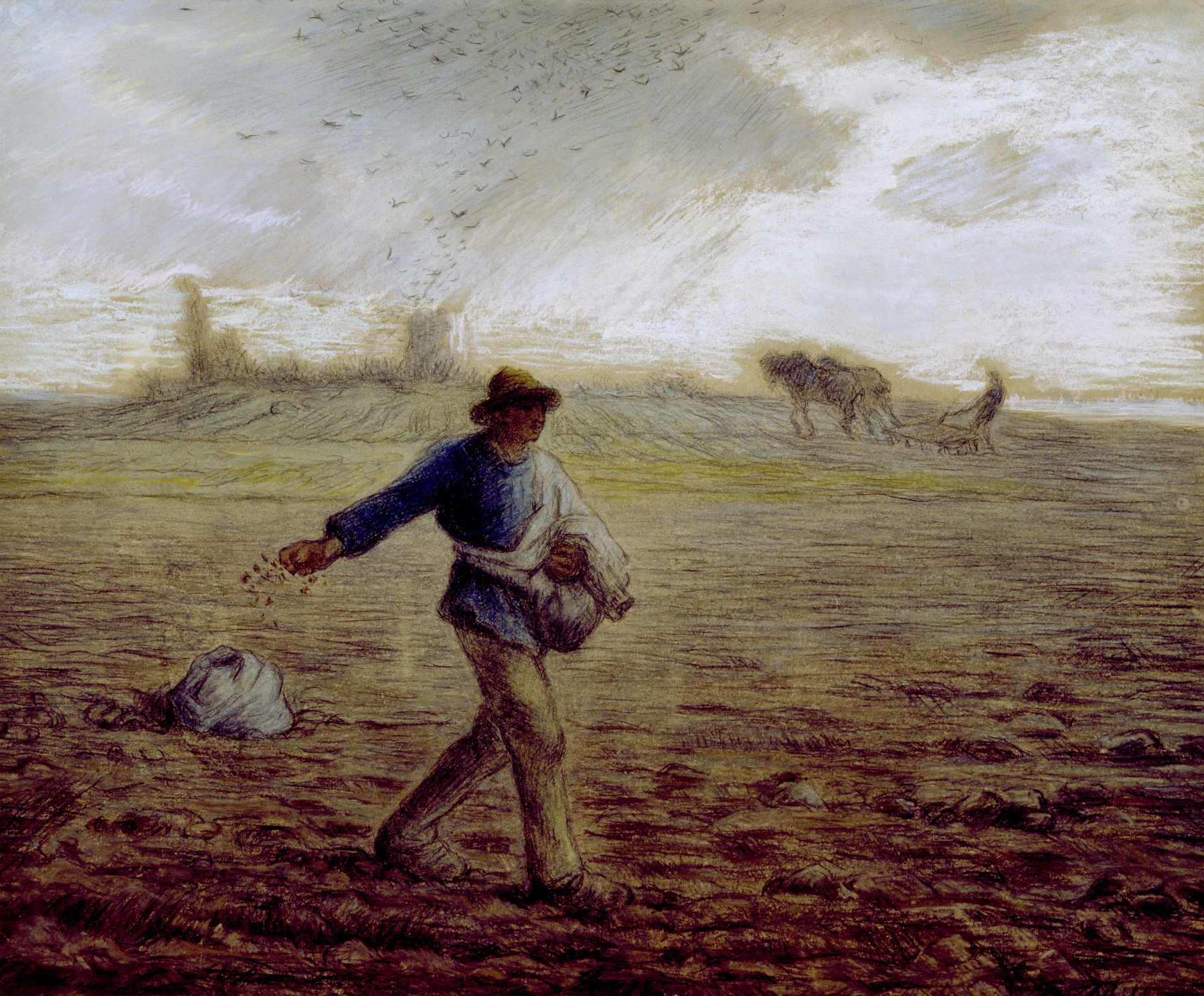
Jean-François Millet, Såningsmannen (cirka 1865).
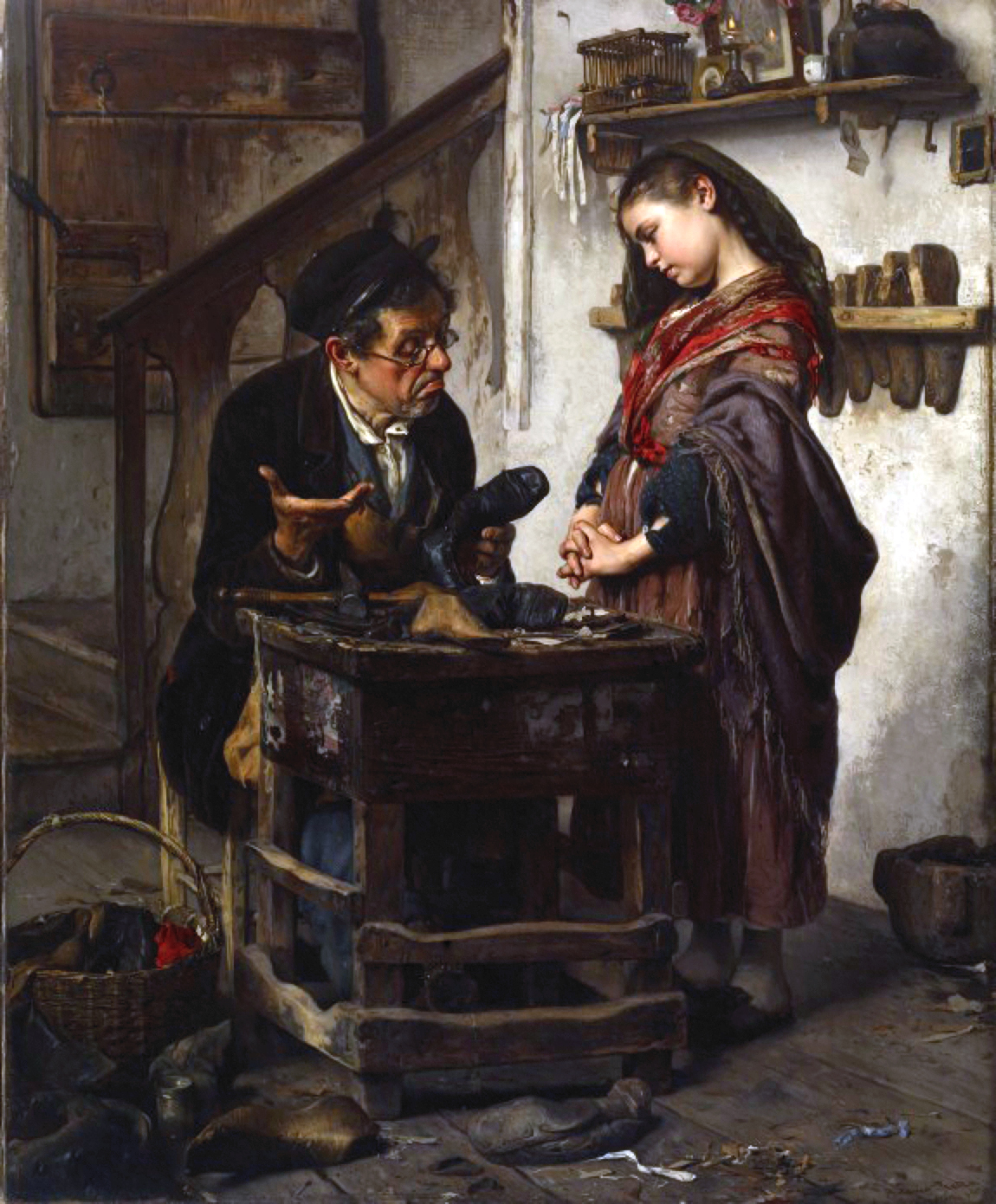
Antonio Rotta, Det hopplösa fallet (cirka 1871).
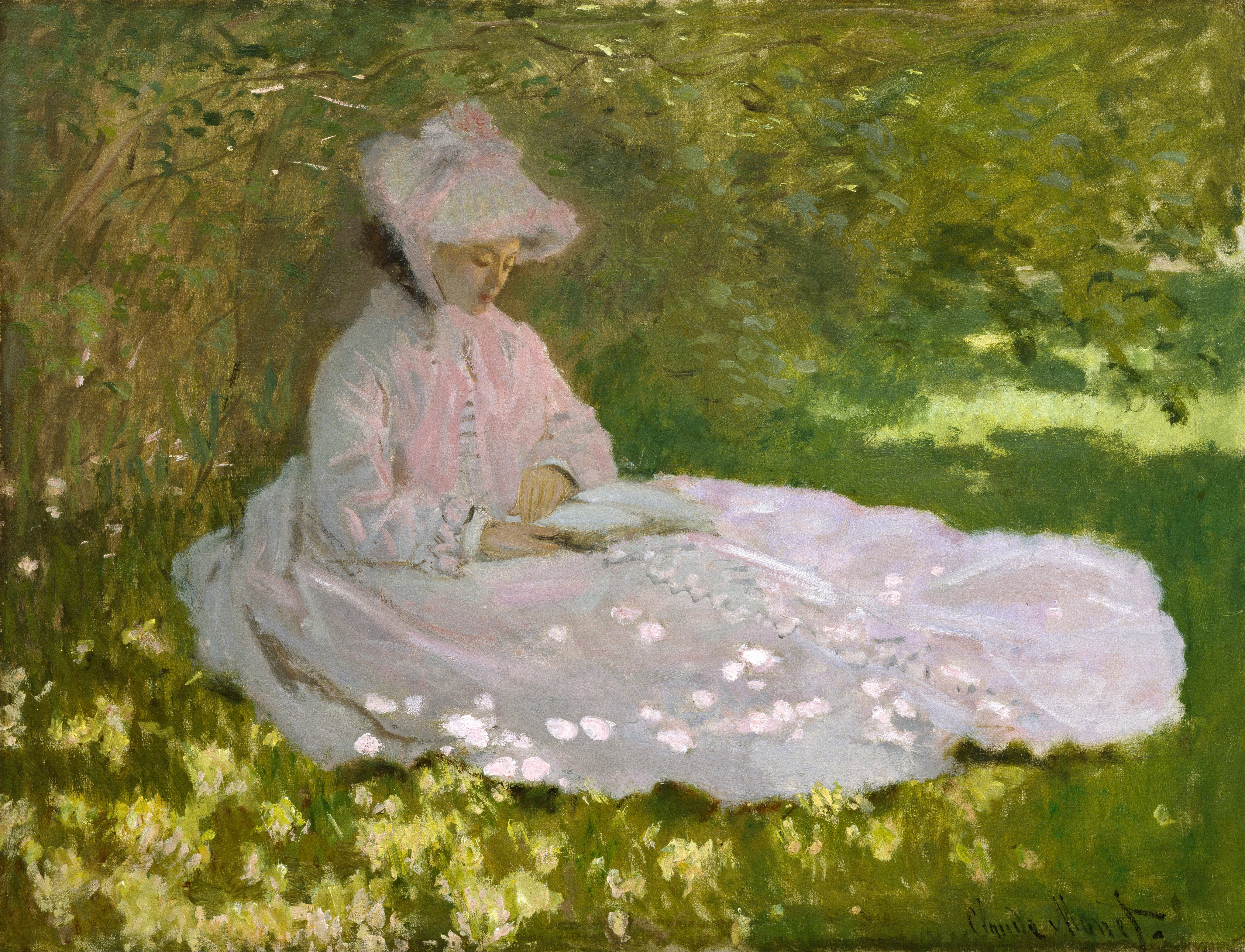
Claude Monet, Vår (1872).
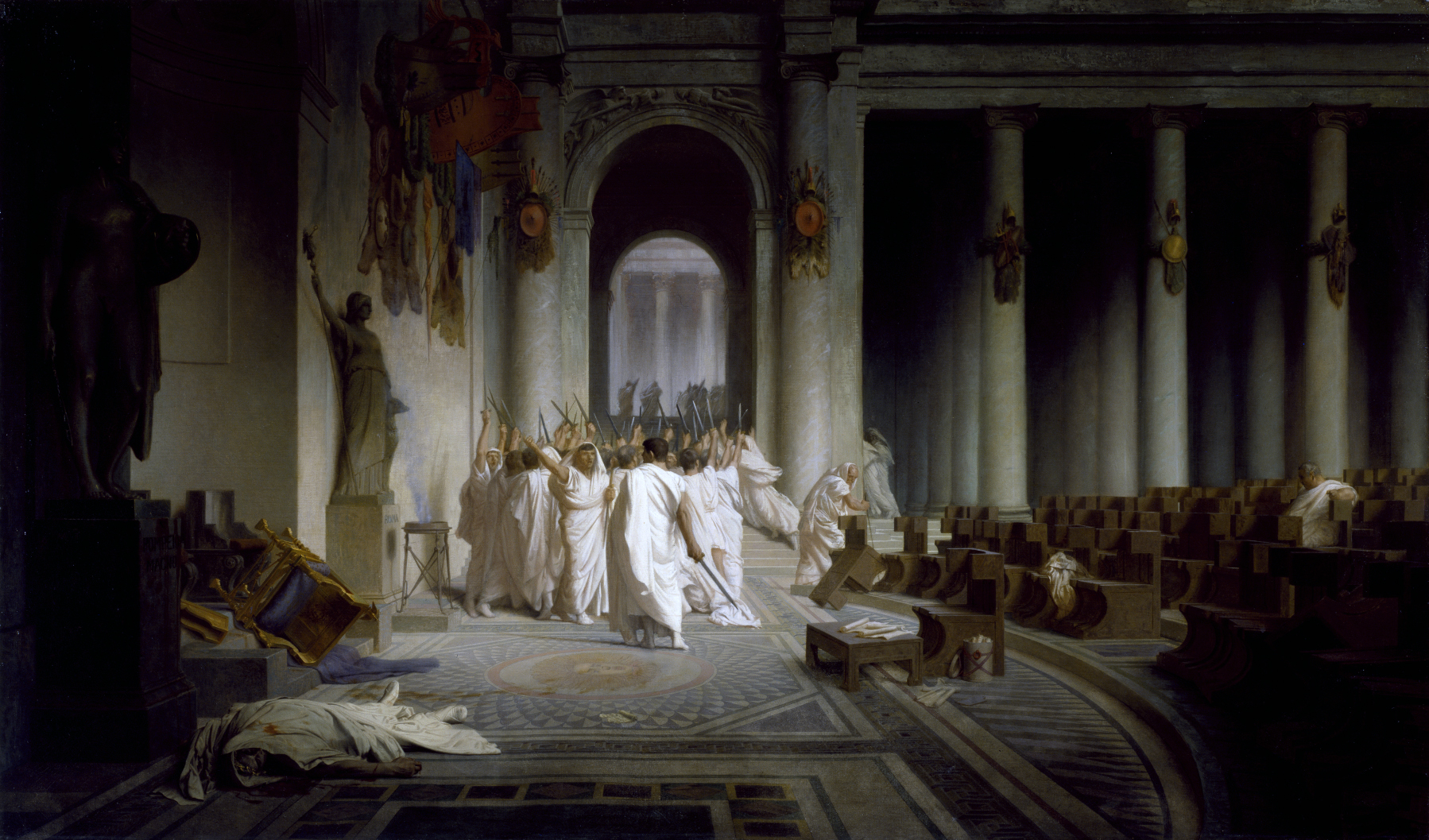
Jean-Léon Gérôme, Caesars död (1859–1867).
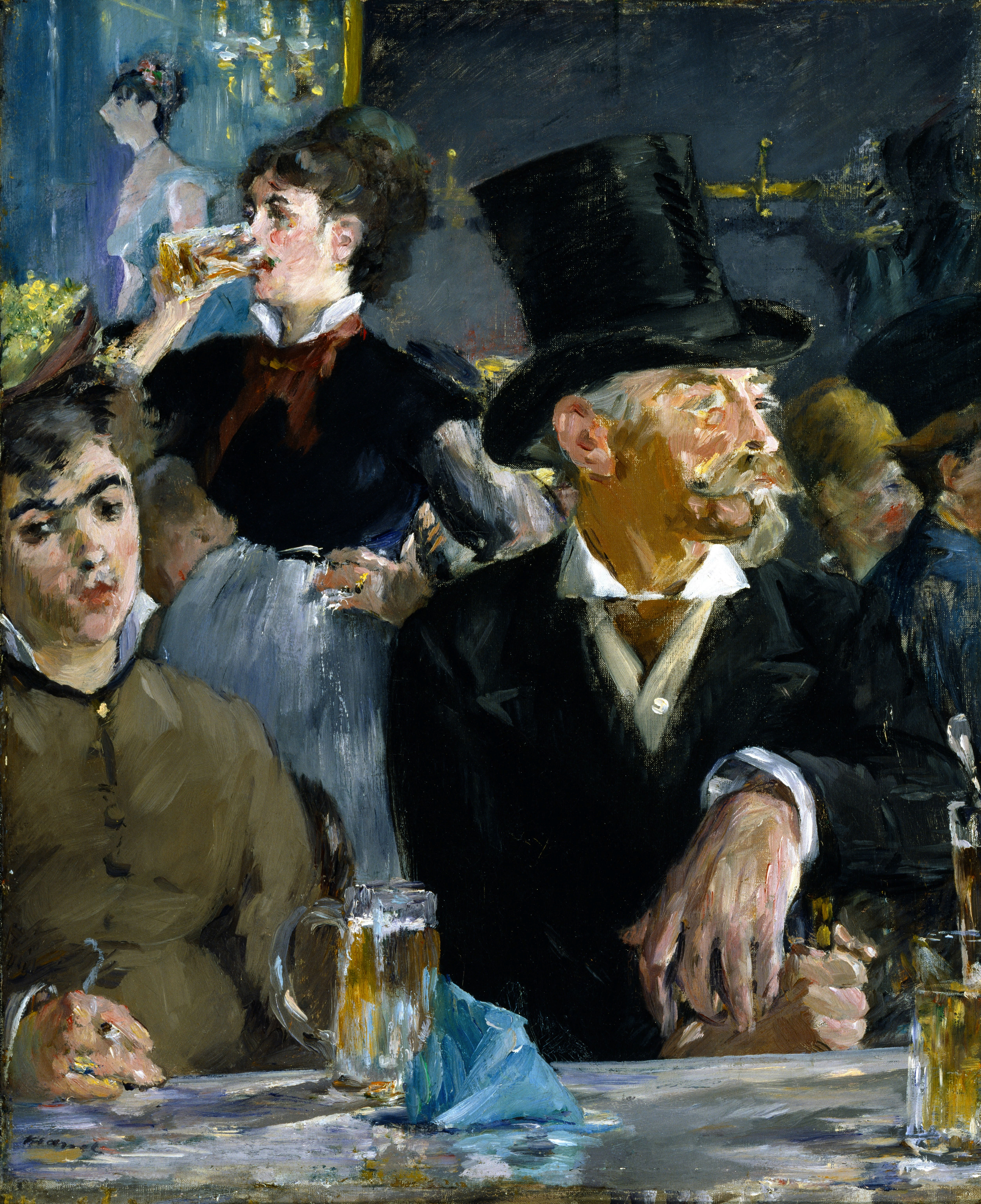
Édouard Manet, Café-concert (cirka 1879).
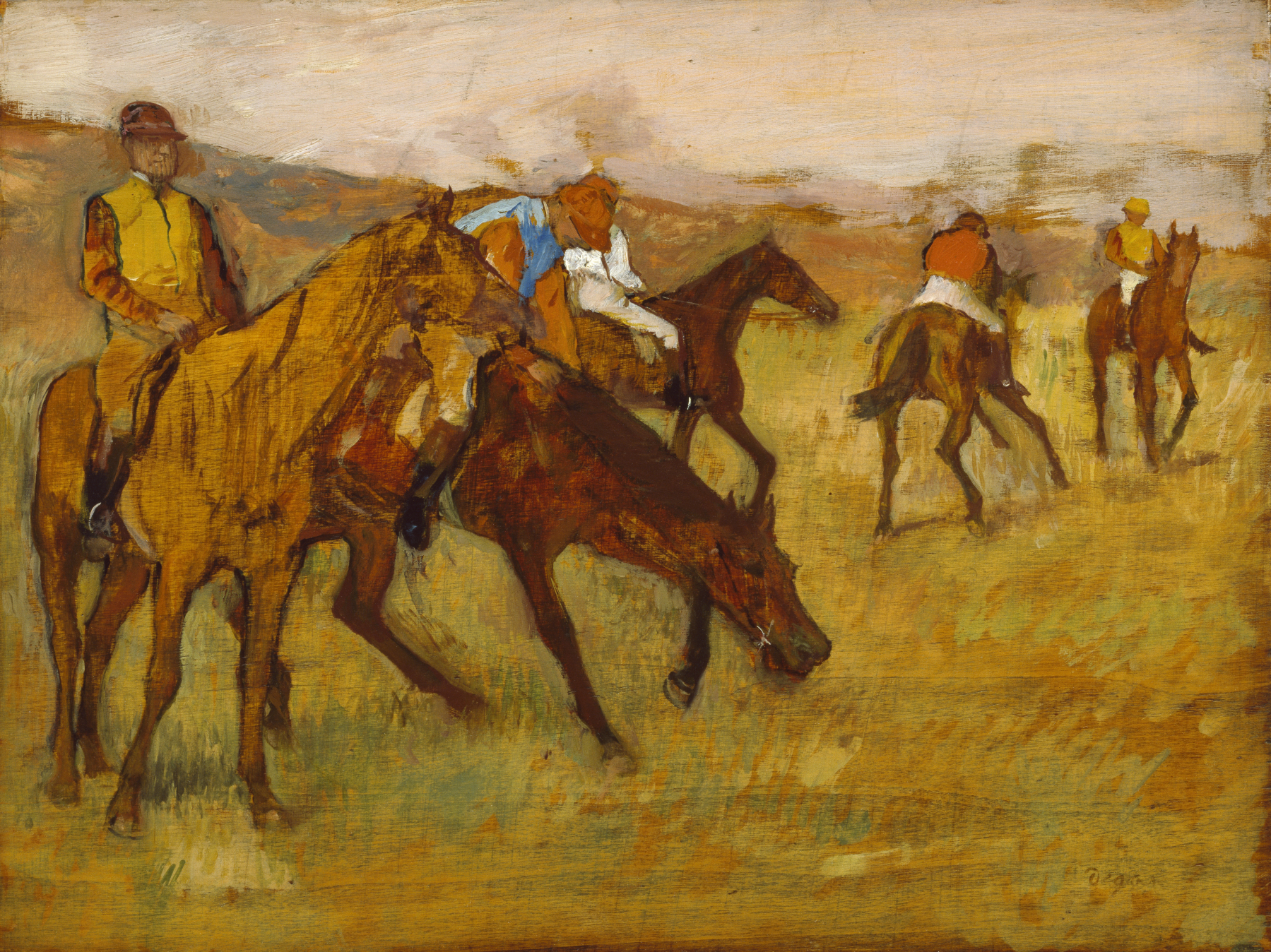
Edgar Degas, Före kapplöpningen (1882–1884).
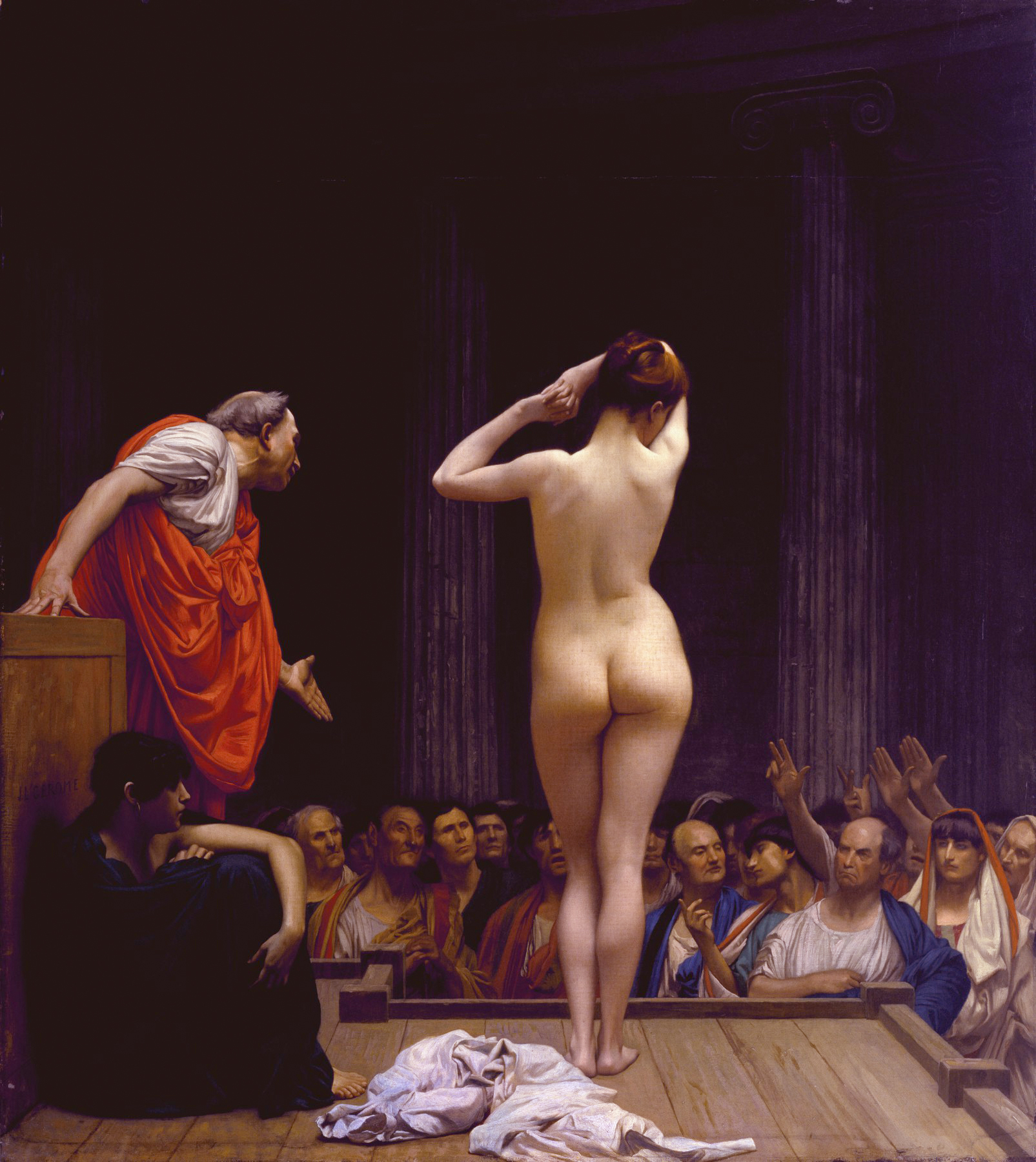
Jean-Léon Gérôme, En romersk slavmarknad (cirka 1884).
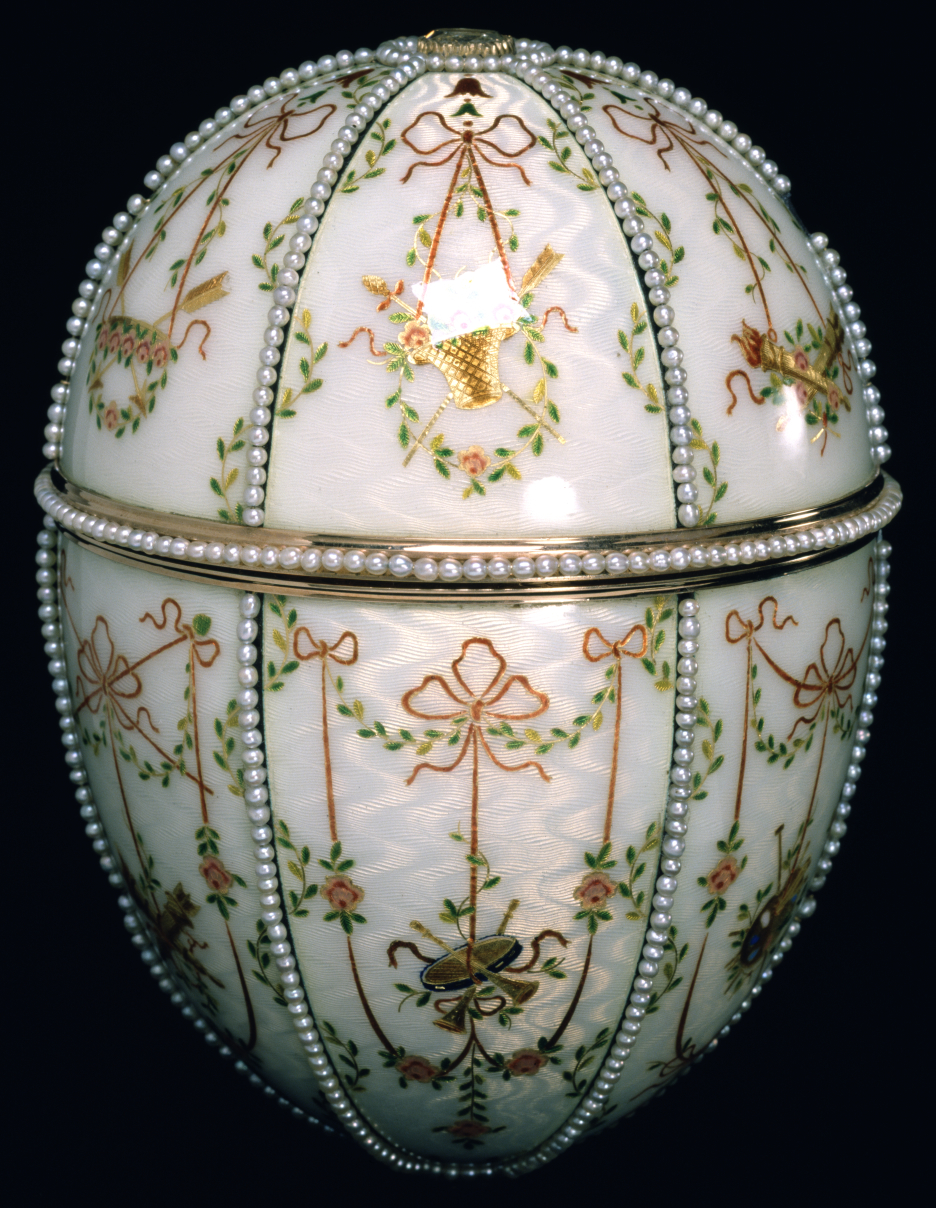
Gattjinaägget från 1901, Fabergéägg som visar Gattjinaslottet.